# Steatocranus ubanguiensis
Steatocranus ubanguiensis är en fiskart som beskrevs av Roberts och Stewart, 1976. Steatocranus ubanguiensis ingår i släktet Steatocranus och familjen Cichlidae. IUCN kategoriserar arten globalt som otillräckligt studerad. Inga underarter finns listade i Catalogue of Life.